# Kempense mijnzetel
Onder Kempense mijnzetel verstaat men een van de zeven steenkoolmijnen in Belgisch-Limburg waarvan de exploitatie plaatsgreep tussen 1917 en 1992.

## Toelichting

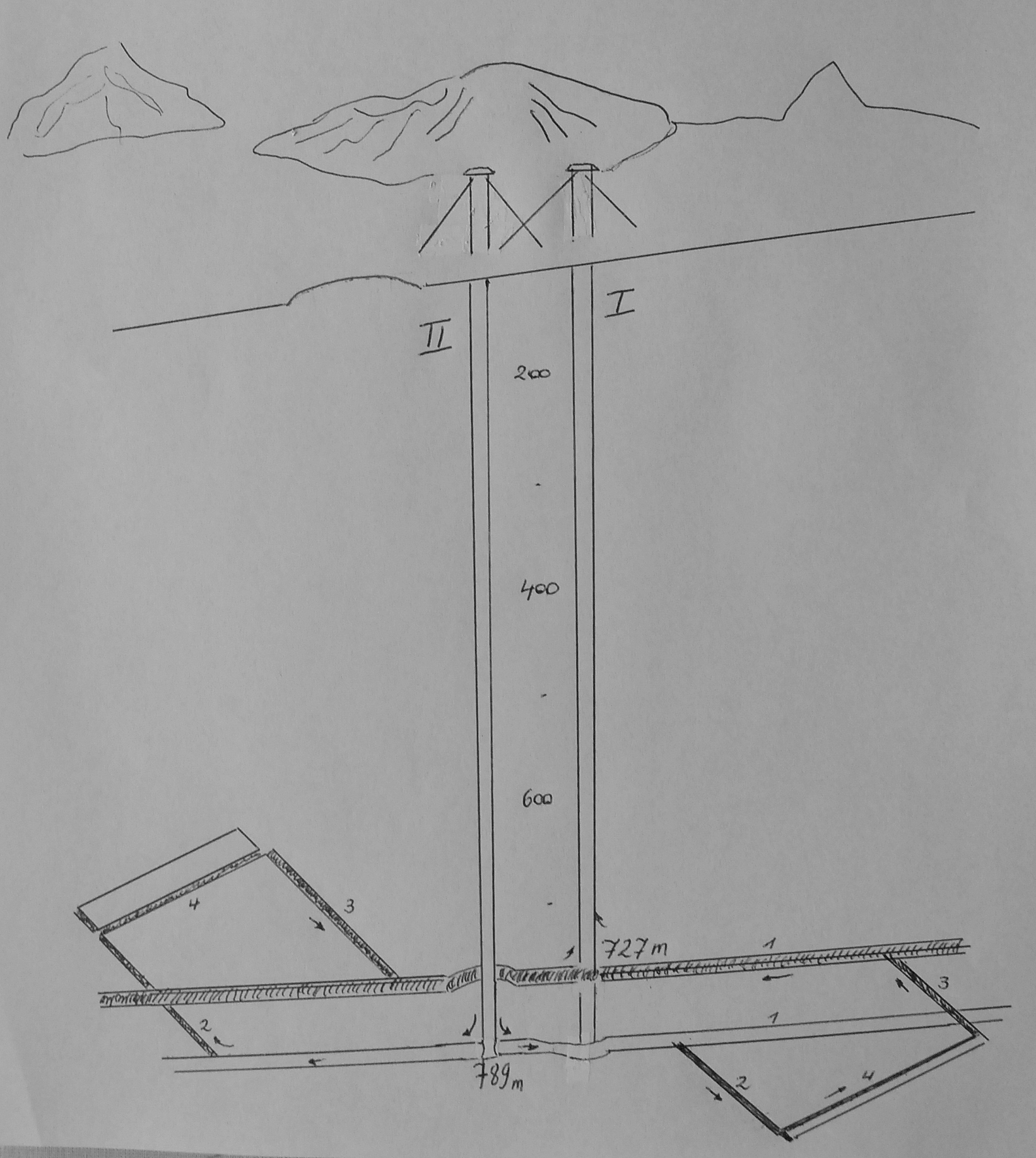
Schematische tekening van de mijnzetel van Houthalen

Tijdens de 20e eeuw verrezen er in de Belgische provincie Limburg zeven Kempense mijnzetels. Deze steenkoolmijnen stonden in voor de winning van steenkool in het Kempens steenkoolbekken.
Het waren: 
- de steenkoolmijn van Beringen te Beringen, productie vanaf 1922 tot 1989
- de steenkoolmijn Limburg-Maas te Eisden, productie vanaf 1923 tot 1987
- de steenkoolmijn van Houthalen te Houthalen, productie vanaf 1938-1939 (fusioneerde in 1964 met Zolder) tot 1992
- de steenkoolmijn André Dumont te Waterschei, productie vanaf 1924 tot 1987
- de steenkoolmijn van Winterslag te Winterslag, productie vanaf 1917 tot 1988
- de steenkoolmijn van Zolder te Zolder, productie vanaf 1930 die als laatste sloot op 30 september 1992.
- de steenkoolmijn Les Liégeois te Zwartberg, productie vanaf 1925 tot 1966

Deze mijnzetels waren steeds voorzien van twee mijnschachten waarbij er één lucht uittrok (op de tekening schacht I) via krachtige ventilatoren en schacht II lucht aanzoog. Ze pasten het Koepesysteem toe voor het transport in de hoofdschachten.
Er werden minstens twee blijvende betonnen steengangen met spoorvervoer (1) aangelegd. De ventilatie was een complex probleem dat nauwlettend vanaf de bovengrond werd gecontroleerd. De aanleg van luchtsluizen en hulpventilatoren was noodzakelijk. Op de tekening wordt de richting van de luchtstroom aangegeven door pijltjes.
De lift in schacht I bracht de mijnwerkers en het materiaal naar beneden. De ontgonnen steenkool werd via schacht II op den dag getrokken. Voetgalerijen (2) en kopgalerijen (3) die vanaf deze steengangen vertrokken werden verbonden door een pijler (4) of kolenfront waar de ontginning van de steenkool gebeurde. Deze pijlers waren 200 à 300 m lang. De mijnwerkers vorderden dagelijks 2 à 3 m in dit kolenfront. Men werkte slechts met pneumatisch aangedreven materiaal om het grauwvuur te vermijden.
Bovengronds verrezen er kantoorgebouwen, een ziekenzaal, stortbaden, een lampenkamer, een kolenwasserij en kolenzeverij. Ondergronds bouwde men pompenkamers om het doorsijpelend water af te voeren, magazijnen, stations voor de verdeling van de elektriciteit en werkplaatsen voor het onderhoud van het materiaal.
Beringen · Eisden · Houthalen · Waterschei · Winterslag · Zolder · Zwartberg